# فرودگاه کوتیدو
فرودگاه کوتیدو  (به انگلیسی: Kotido Airport) یک فرودگاه غیرنظامی است که یک باند فرود سنگفرش دارد و طول باند آن ۱۶۰۰ متر است. این فرودگاه در کشور اوگاندا قرار دارد و در ارتفاع ۱۲۴۰ متری از سطح دریا واقع شده است.